# Valence-d’Albigeois
Valence-d’Albigeois – miejscowość i gmina we Francji, w regionie Oksytania, w departamencie Tarn.
Według danych na rok 1990 gminę zamieszkiwały 1194 osoby, a gęstość zaludnienia wynosiła 58 osób/km² (wśród 3020 gmin regionu Midi-Pireneje Valence-d’Albigeois plasuje się na 291. miejscu pod względem liczby ludności, natomiast pod względem powierzchni na miejscu 538.).